# Општина Реметеа (Бихор)
Реметеа (рум. Remetea) општина је у Румунији у округу Бихор.
Oпштина се налази на надморској висини од 201 m.